# جيم ووكر (موسيقي)
جيم ووكر (بالإنجليزية: Jim Walker)‏ هو موسيقي بريطاني وكندي، ولد في 1955 في إدمونتون في كندا.

## وصلات خارجية
- جيم ووكر على موقع IMDb (الإنجليزية)
- جيم ووكر على موقع ميوزك برينز (الإنجليزية)
- جيم ووكر على موقع أول ميوزيك (الإنجليزية)
- جيم ووكر على موقع ديسكوغز (الإنجليزية)